# هشاشة العظام عند الأطفال
هشاشة العظام عند الأطفال هي هشاشة العظام عند الأطفال والمراهقين. هشاشة العظام نادرة عند الأطفال والمراهقين. عندما تحدث، تكون عادةً ثانوية لبعض الحالات الأخرى ، على سبيل المثال تكون العظم الناقص أو الكساح أو اضطرابات الأكل أو التهاب المفاصل. في بعض الحالات ، لا يوجد سبب معروف وتسمى هشاشة عظام الأحداث مجهول السبب. عادة ما يزول مرض هشاشة العظام عند الأطفال مجهول السبب بشكل عفوي.
أيضًا ، يجب الاشتباه في إساءة معاملة الأطفال في الحالات المتكررة لكسور العظام..

## العلاج
يركز علاج هشاشة العظام الثانوي على علاج أي اضطراب أساسي. يمكن أن يشمل علاج هشاشة العظام عند الأطفال أيضًا الحفاظ على نمط حياة صحي. يتم تحقيق ذلك من خلال ممارسة الرياضة ، والحفاظ على نظام غذائي متوازن من الأطعمة والمشروبات المناسبة ، وكذلك الحفاظ على جسمك ممتلئًا بالفيتامينات الضرورية. إذا لزم الأمر ، يمكن أيضًا علاج هشاشة العظام عند الأطفال من خلال الخضوع للعلاج الطبيعي.

## قراءة إضافية
- Manoj R. Kandol (2005). "Ch.14 Juvenile Osteoporosis". Clinical Aspects in Osteoporosis. Jaypee Brothers Publishers. ص. 427–. ISBN:978-81-8061-451-4. اطلع عليه بتاريخ 2013-06-27.
- Juvenile Osteoporosis - NIH Osteoporosis and Related Bone Diseases ~ National Resource Center